# HD 88133
HD 88133 ist ein etwa 270 Lichtjahre von der Erde entfernter Unterriese im Sternbild Leo. Er besitzt eine scheinbare Helligkeit von 8,0 mag. Im Jahre 2004 entdeckten Fischer et al. einen extrasolaren Planeten, der diesen Stern umkreist. Dieser trägt den Namen HD 88133 b.